# جمال يلدز
جَمال يلدز (بالتركية: Cemal Yıldız)‏ هو لاعب كرة قدم ومدرب كرة قدم تركي، ولد في 20 نوفمبر 1976 في موش في تركيا. لعب مع تنس بوروسيا برلين وفيكتوريا برلين وقونيا سبور.

## وصلات خارجية
- جمال يلدز على موقع اتحاد تركيا (لاعب) (الإنجليزية)
- جمال يلدز على موقع قاعدة بيانات كرة القدم.إي يو (الإنجليزية)